# Pseudobunaea cleopatra
Pseudobunaea cleopatra is een vlinder uit de familie nachtpauwogen (Saturniidae), onderfamilie Saturniinae.
De wetenschappelijke naam van de soort is voor het eerst geldig gepubliceerd door Aurivillius in 1893.